# Катерина Голштейн-Бекська
Принцеса Катерина Голштейн-Бекська (Katharina von Schleswig-Holstein-Sonderburg-Beck, нар. 23 лютого 1750 — пом. 20 грудня 1811), в період шлюбу княгиня Катерина Петрівна Барятинська — принцеса Зондербурзького дому, дружина князя Івана Барятинського, дама Великого хреста ордена Святої Катерини (січень 1762). Внучка адмірала Миколи Головіна, бабця генерал-фельдмаршала Олександра Барятинського.

## Біографія
Єдина дочка принца Петра-Августа-Фрідріха Гольштейн-Бекського, що вступив на російську службу, естляндського генерал-губернатора і фельдмаршала, від другого шлюбу з графинею Наталією Миколаївною Головіною. По батькові належала до бекської гілки Гольштейн-Зондербурзької лінії Ольденбурзької династії і була далекою родичкою російського імператора Петра III. Від її єдинокровного брата по прямій чоловічій лінії походять данський король Кристіан IX та імператриця Марія Федорівна.
По матері була правнучкою і спадкоємицею графа Федора Головіна. Його син, граф Микола Федорович Головін, залишив заповіт, за яким усе своє майно заповів своїм побічним дітям, які жили в Данії. Однак після його смерті імператриця Єлизавета Петрівна знищила його заповіт і наказала віддати підмосковне село Ховріно з усією іншою спадщиною його доньці Наталії.
Принц Гольштейн-Бекський з дружиною належав до числа прихильників поваленого Петра III. Дванадцятирічною дівчинкою Катерина Петрівна разом з батьками перебувала на одній із галер, які супроводжували імператора в день перевороту, 28 червня 1762 року, під час його втечі до Кронштадту. Трохи раніше, в січні 1760 року, імператор надав десятирічній принцесі орден Святої Катерини великого хреста.

## Шлюб
Будучи найбільш знатною нареченою в Російській імперії, Катерина Петрівна була засватана імператрицею Катериною II за поручика князя Івана Сергійовича Барятинського. Весілля відбулося 8 січня 1767 року в Ревелі. Один із сучасників писав, що наречений «найщасливіша людина, але з іншого боку, йому не слід заздрити, знаючи його гарні якості».
За багату наречену Барятинський отримав 4 000 душ кріпаків, села в Курській губернії: Івановське, Снагость та інші в Рильському повіті, які Петро I подарував гетьману Івану Мазепі. Імператриця подарувала йому 100 тис. десятин землі і близько 35 тис. душ кріпаків. Така була її вдячність за те, що Барятинський врятував її від інтриг Михайла Воронцова.
Після одруження молода княгиня користувалася успіхом у вищому петербурзькому товаристві, де вважалася однією з перших красунь і мала безліч любовних пригод. У неї був закоханий великий князь Павло Петрович, а її роман з графом Андрієм Кириловичем Розумовським привів зрештою до розриву з чоловіком. Щоправда, сам князь Барятинський також не був вірним чоловіком, в цей же час у нього був любовний зв'язок з дружиною камергера, красунею Анастасією Миколаївною Нелединською (1754—1803). За словами князя Петра Долгорукова:
|  | Катерина Петрівна була жінкою досить гордою і незвичайно чванливою; вона безперестанку давала зрозуміти чоловікові своєму, що дала йому велику честь, одружившись з ним; терпіти не могла, щоб її називали княгинею і титулували сіятельством, а вимагала, щоб її називали принцесою і титулували світлістю. |

У 1774 році Катерина Петрівна супроводжувала обдуреного чоловіка до Парижа, куди він був призначений посланником, і присутня
на коронації Людовика XVI. Говорили, що у Париж княгиня Барятинська вирушила вагітною від Андрія Розумовського, де й народила, прикривши свою пригоду припадком водяної хвороби. Дізнавшись всю правду від однієї з покоївок, князь Барятинський поставив питання руба. Сльози дружини змусили його забути її проступок, але в Польщі почалися нові пригоди, які знову розсварили подружжя.

## Принцеса Барятинська

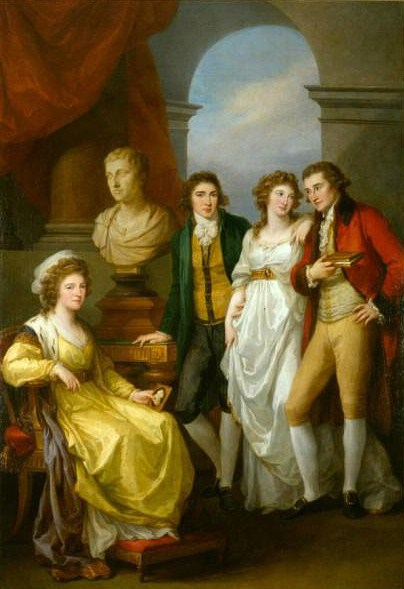
Сімейний портрет Барятинських.
Художниця Ангеліка Кауфман

До Петербурга княгиня Барятинська повернулася одна, де викликала фурор привезеними нею паризькими модами і нарядами. Але імператриця всі її моди не схвалила і назвала їх смішними, а тому і двір, і все місто почали критикувати їх. Французький дипломат Марі де Корберон, після знайомства з княгинею Барятинською в 1776 році, записав у щоденнику:
|  | За зовнішністю, вона мені сподобалася: надзвичайно граціозна, з дивовижною талією, виразними рисами обличчя, велична і невимушена в рухах, але разом з тим трохи манірна. Вона дуже люб'язна і вміє вести розмову, висловлюючись легко і красиво. Я вважаю, що вона, по тону, схожа на паризьких дам тридцятирічного віку; відтінок філософії, доданий до почуття, робить цих дам дуже небезпечними. Княгиня цілком володіє такого роду кокетством. |

Поселившись окремо від чоловіка, легковажна красуня не отримувала запрошень до малого двору великого князя Павла Петровича, що дуже її засмучувало. Часом її манери в суспільстві були непристойними. Одного разу, кажучи про графа Нессельроде і про його тривалий візит, вона додала:  «Він зі мною  одружиться» . Незабаром, посварившись майже з усім петербурзьким вищим мовариством, Барятинська разом з приятелькою, Катериною Олександрівною Зінов'євою, дружиною посланця в Іспанії, вирішила заснувати своє маленьке товариство друзів. Але в у вищому товаристві над їх зборами багато сміялися, називаючи їх  «клубом любові»  або  «академією» .
Продовжуючи жити окремо від чоловіка, в 1783 році княгиня Барятинська купила у Миколи Юсупова особняк на вулиці Мільйонній, буд. № 22. Займала дуже високе положення в суспільстві, де, хоча її багато хто не любив і засуджував, була оточена шанувальниками. Потрапити до її будинку вважалося великою честю; до того ж вона жила широко і пишно, і про її прийоми і театральні вистави говорило все місто. Пізніше в своєму нарисі про княгиню Барятинську князь Іван Долгоруков писав:
|  | Багатство її, ім'я, а більш ще м'якість характеру і люб'язні властивості серця манили до неї весь вищий світ міста. Вона жила пишно і разом приємно, з усіма була ввічлива, прихильна і приблизно гостинна; будучи завжди нарізно з чоловіком своїм, їй хотілося наповнити коло спілкування дітей своїх вихованими молодими людьми, в числі яких і я удостоївся честі бути. |

У 1786 році князь Іван Сергійович Барятинський повернувся з Парижа в Російську імперію і оселився в Петербурзі у свого рідного брата гофмаршала Федора Барятинського. У 1789 році Катерина Петрівна продала свій особняк і виїхала за кордон. Метою подорожі було лікування в Екс-ла-Шапель (Ахен), її супроводжував гоф-медик імператриці Адам Вейкарт, син Іван, який на її думку мав вступити до одного з німецьких університетів, і молода графиня Сайн-Вітгенштейн. Частина маршруту разом з Барятинською проїхала і її дочка графиня Анна Толстая.
Вони подорожували дуже неквапливо, довго їздили Голландією, Австрією та Німеччиною. На знак подяки за зцілення княгиня Барятинська замовила французькому скульптуру Є. М. Фальконету бюст Вейкарта. У Відні Вейкарт лікував графа І. Г. Чернишова. У грудні 1790 року залишаючи осторонь революційну Францію, княгиня Барятинська приїхала до Рима, де в січні 1791 року познайомилася з художницею Ангелікою Кауфман. У своєму журналі подорожі вона записала:
|  | До того, як залишити Рим, я ще раз пішла побачити Ангеліку Кауфман і помилуватися її роботами. Я їх бачила вже кілька разів, але мені ніколи не може набриднути розглядати їх. Ця жінка, незважаючи на свій великий талант, сповнена скромності. У неї м'який характер, який робить її всіма улюбленою та шанованою. |

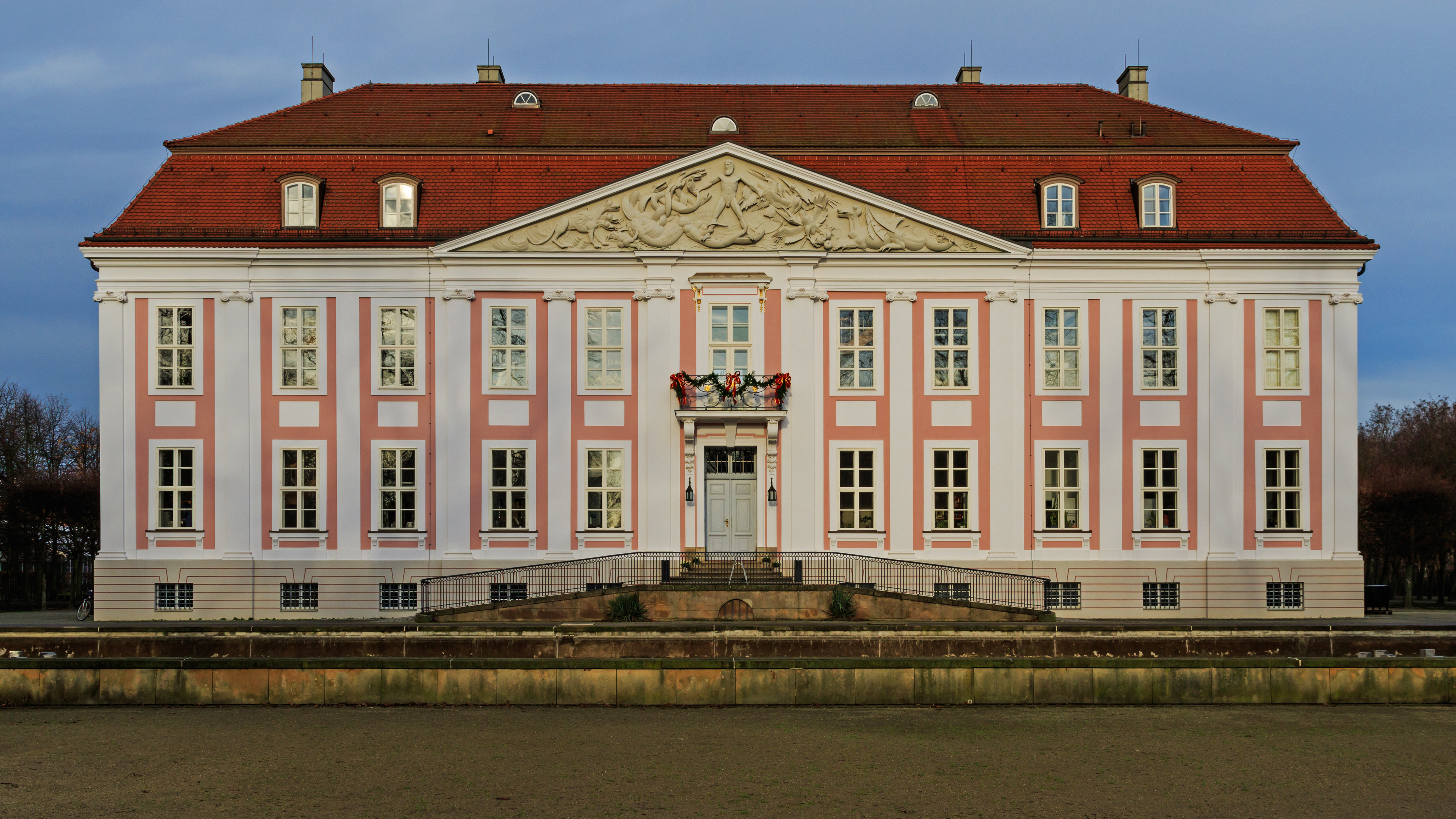
Палац-замок Фрідріхсфельде

Відвідуючи багаторазово її майстерню, вона замовила художниці великий свій портрет в оточенні членів сім'ї з фігурами у натуральну величину. На цій відомій картині княгиню Барятинську зображено сидячою у кріслі біля столу, на якому знаходиться мармуровий бюст її батька роботи німецького скульптора А. Тріппеля. У руках вона тримає медальйон з портретом чоловіка, її діти і зять стоять поруч.
Останні роки життя княгиня Барятинська провела в Берліні, де придбала особняк на Паризькій площі перед Бранденбурзькими воротами і приміський палац Фрідріхсфельде. Там вона і померла 28 листопада 1811 року. З дозволу прусського короля іменувалася, як і до шлюбу, принцесою Голштейн-Бекською.

## Діти
В шлюбі мала двох дітей, які виховувалися у батька у Петербурзі:
- Іван Іванович (1767/1772—1825), таємний радник, дійсний камергер, посланник в Мюнхені.
- Ганна Іванівна (1772—1825), з 1789 року одружена з обер-гофмаршалом, президентом Придворної контори графом Миколою Олександровичем Толстим (1761/65—1816).